# Св. св. Константин и Елена (Агия Сотира)
„Св. св. Константин и Елена“ (на гръцки: Αγίων Κωνσταντίνου & Ελένης) е православна църква в село Агия Сотира (Своляни), Егейска Македония, Гърция, част от Сисанийската и Сятищка епархия.
Църквата е изградена на централния площад на селото. Представлява трикорабна базилика. Според релефния каменен надпис на прозорците на южната страна е построен на 20 май 1867 година. Иконите на храма са местно дело, две от тях са на зографа Николаос Цурхлин от Цурхли и са датирани 1869 и 1870 година.